# Anatolio de Laodicea
Anatolio de Laodicea (Anatolius, Ἀνατόλιος), conocido también como Anatolio de Alejandría, fue obispo de Laodicea (alrededor de AD 268-282). Es venerado como santo por diversas confesiones cristianas.

## Biografía
Nació en Alejandría, y era considerado un referente en literatura, filosofía, y ciencias. Los cristianos alejandrinos le pidieron la apertura de una escuela de filosofía aristotélica. En 262 la escuela fue asediada por los romanos y huyeron a Palestina, y a Cesarea fue ordenado por el obispo Teotecnos que lo destinó a ser su sucesor en el obispado, funciones que ejerció interinamente un tiempo. Cuando iba a un concilio en Antioquía los cristianos de Laodicea le pidieron ser su obispo, y él aceptó. Del resto de su vida se tienen pocos datos; se dice que murió martirizado.

## Obras
Escribió un tratado de aritmética en diez libros, de los cuales se conservan algunos fragmentos.
Anatolio fue también un gran computista (i.e. practicador del cómputo pascual). Alrededor de AD 260 inventó el primorisimo ciclo lunar metónico de 19 años (a no confundir con el ciclo metónico, de que es una aplicación en el calendario alejandríno o en el calendario juliano). Por lo tanto Anatolio puede ser considerado como el fundador del nuevo computus paschalis alejandrino que comenzó un medio siglo después con la construcción efectiva de la segunda versión del ciclo lunar metónico de 19 años y finalmente prevalecería en toda la cristiandad por largo tiempo (hasta el año 1582, cuando el calendario juliano fue reemplacado por el calendario gregoriano). El enigma de diecisiete siglos de su ciclo pascual de 19 años (a no confundir con el ciclo pascual de las Iglesias ortodoxas orientales) fue recientemente completamente resuelto por los eruditos irlandeses Daniel P. Mc Carthy y Aidan Breen. Este famoso ciclo pascual ha sobrevivido en siete diferentes manuscritos medievales completos del texto latino De ratione paschali. Entre el ciclo lunar de 19 años de Anatolio y el ciclo lunar (alejandrino) clásico de 19 años, siendo la variante del ciclo lunar de 19 años de Teófilo escogido por Annianos y adoptado por Cirilo de Alejandría, existe una grieta de en promedio cerca de 2 días que data de antes del primero concilio de Nicaea. Es el equivalente juliano del ciclo lunar clásico de 19 años en cuestión que es contenido en la tabla pascual de Dionisio el Exiguo y en la tabla de Pascua de Beda.
Anatolio escribió un trabajo sobre la cronología de la Pascua de Resurrección. De hecho, esta obra de Anatolio constando de “los Cánones de Anatolio sobre la Pascua” a los que se refirió Eusebio, es el original griego de De ratione paschali. Este texto latino fue impreso por primera vez en Amberes como una especie de apéndice de un libro con el nombre de "In Victorium Aquitanum Canonem" publicado en el año 1633 por Bucherius.